# 朱江 (越南)

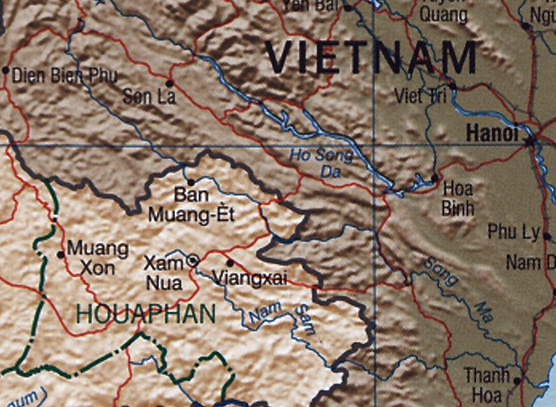
地圖上的桑河

朱江，在東南亞的一個跨國河流，上游在寮國境內，稱為桑河（寮語拉丁拼寫：Nam Sam），下游在越南境內，為馬江的最大支流。它發源於寮國東部華潘省首府桑怒附近標高2062公尺的華峰，迂迴向東流入越南的乂安省及清化省，最終在紹化縣注入左側的馬江。
朱江幹流河長325公里，其中165公里在寮國境內，160公里在越南境內；流域面積7,580平方公里，其中4,570平方公里在寮國境內，3,010平方公里在越南境內。
19°52′52″N 105°45′23″E / 19.8812°N 105.7565°E